# Mamie Odessa Hale
Mamie Odessa Hale (* 19. November 1910 in Keeneys Creek, West Virginia; † 10. Juli 1979 in Pittsburgh), auch Mamie O. Hale Garland, war eine US-amerikanische Krankenschwester, afroamerikanische Führungskraft im öffentlichen Gesundheitswesen und eine Beraterin für Hebammen, die von 1945 bis 1950 im Arkansas Department of Health tätig war. Während dieser Zeit war es Hales Schwerpunkt, die sogenannten Granny midwifes (dt. Großmutter-/Laienhebammen) auszubilden und zu unterrichten. Diese Frauen kümmerten sich um medizinische Aspekte der Schwangerschaft und halfen bei Entbindungen. Sie vervollständigten außerdem die Geburtsurkunden für die Neugeborerenen. Hales Anliegen war es, die Ungleichheit in der öffentlichen Gesundheitsfürsorge zwischen schwarzen und weißen Frauen und die hohe Sterberate der afroamerikanischen Frauen und Kinder bei Schwangerschaft und Geburt zu bekämpfen.

## Frühe Jahre und Ausbildung
Mamie Odessa Hale wurde am 19. November 1910 in Keeneys Creek, West Virginia als drittes Kind von Emanuel Hale and Minnie Maude Creasy Hale geboren. Sie besuchte 1941 die
Tuskegee School für Pflege und Entbindungspflege für farbige Krankenschwestern. Die Schule, eine historisch afroamerikanische Bildungseinrichtung, war eines der wenigen Ausbildungsprogramme, die schwarzen Krankenschwestern zur Verfügung standen. Die Schule wurde von der Rosenwald Foundation und der Kinderwohlfahrt des Bundesstaates finanziert. Für die Zulassung zu der Ausbildung war ein Bachelor-Abschluss notwendig, es ist nicht bekannt, wo Hale diese Bildung erhalten hat. Die Schule graduierte 31 Schülerinnen, ehe sie 1946 wieder schloss.

## Werdegang
Hale begann ihre Karriere im öffentlichen Gesundheitswesen 1942 im Gesundheitsamt von Crittenden County (Arkansas). Zu der Zeit waren viele Krankenschwestern dabei, die Kriegsanstrengungen der Vereinigten Staaten im Zweiten Weltkrieg zu unterstützen; das ermöglichte es Hale aufzusteigen. Weil der Zugang zu medizinischen Einrichtungen in den ländlichen Gebieten erschwert war und zusätzlich noch durch Rassengrenzen behindert wurde, war die Sterberate schwarzer Kinder eine soziale Frage, die eine Antwort erforderte. Bis Hale sich einbrachte, waren die Versuche des Staates, die Ausbildung von Hebammen zu regulieren und zu fördern, erfolglos. Hales starke Community unterstützte sie bei den Bemühungen und ermutigte viele Frauen, im Durchschnitt zwischen 60 und 80 Jahren alt, die Zulassung anzustreben.
Nach großen Erfolgen wurde Hale vom Gesundheitsministerium des Bundesstaates Arkansas zur Hebammenberaterin berufen. In dieser Position unterrichtete Hale die Granny Midwifes, um deren Kompetenzen in der Geburtshilfe zu erhöhen. Hale plante ein eigenes 8 bis 12 Wochen dauerndes Ausbildungsprogramm für Laienhebammen. Sie initiierte ihr Programm in den Counties Conway, Faulkner, Lonoke und St. Francis. Die Gemeinden unterstützten Hale in ihrem Bemühen und informierten die Bevölkerung über die Notwendigkeit dieser Ausbildung. Der Unterricht wurde in Kirchen und Schulen abgehalten; viele der Frauen waren Analphabetinnen, also entwickelte Hale ein Programm, das auf Demonstrationen, Gesängen und Bildern aufbaute. Die Laienhebammen, die das Programm abschlossen, erhielten anschließend die staatliche Zulassung, um als Geburtshelferinnen zu arbeiten. Die Arbeit Hales in der Gesundheitsfürsorge führte zu einer deutlichen Veränderung der Todesfälle durch Schwangerschaft und Geburt: Sie sank von 128 Toten pro 1000 in 1930 auf nur noch 43 Tote 1950. Damit war das Risiko, durch Schwangerschaft und Geburt zu Tode zu kommen, zwischen Schwarzen und Weißen fast ausgeglichen.
Hale hatte nicht nur in der medizinischen Gemeinde, sondern auch in der Bevölkerung viele schwarze und weiße Unterstützer, und diese halfen ihr bei Hales Kampf gegen die Rassendiskriminierung. Sie blockierten beispielsweise den Besuch von Restaurants, die sich weigerten, Afroamerikaner zu bedienen.
Hale heiratete am 16. September 1949 den Postangestellten Stanley Garland. 1950 verließen die beiden Arkansas, um nach Pennsylvania zurückzukehren. In Pittsburgh unterstützte Hale die World Health Organization und stiftete ein Stipendium an der Universität von Pittsburgh. Außerdem arbeitete sie in der Leitung des Allegheny General Hospital.
Mamie O. Hale Garland starb am 10. Juli 1979 und wurde am 14. Juli in Pittsburgh beerdigt.